# Llanura de Urmía

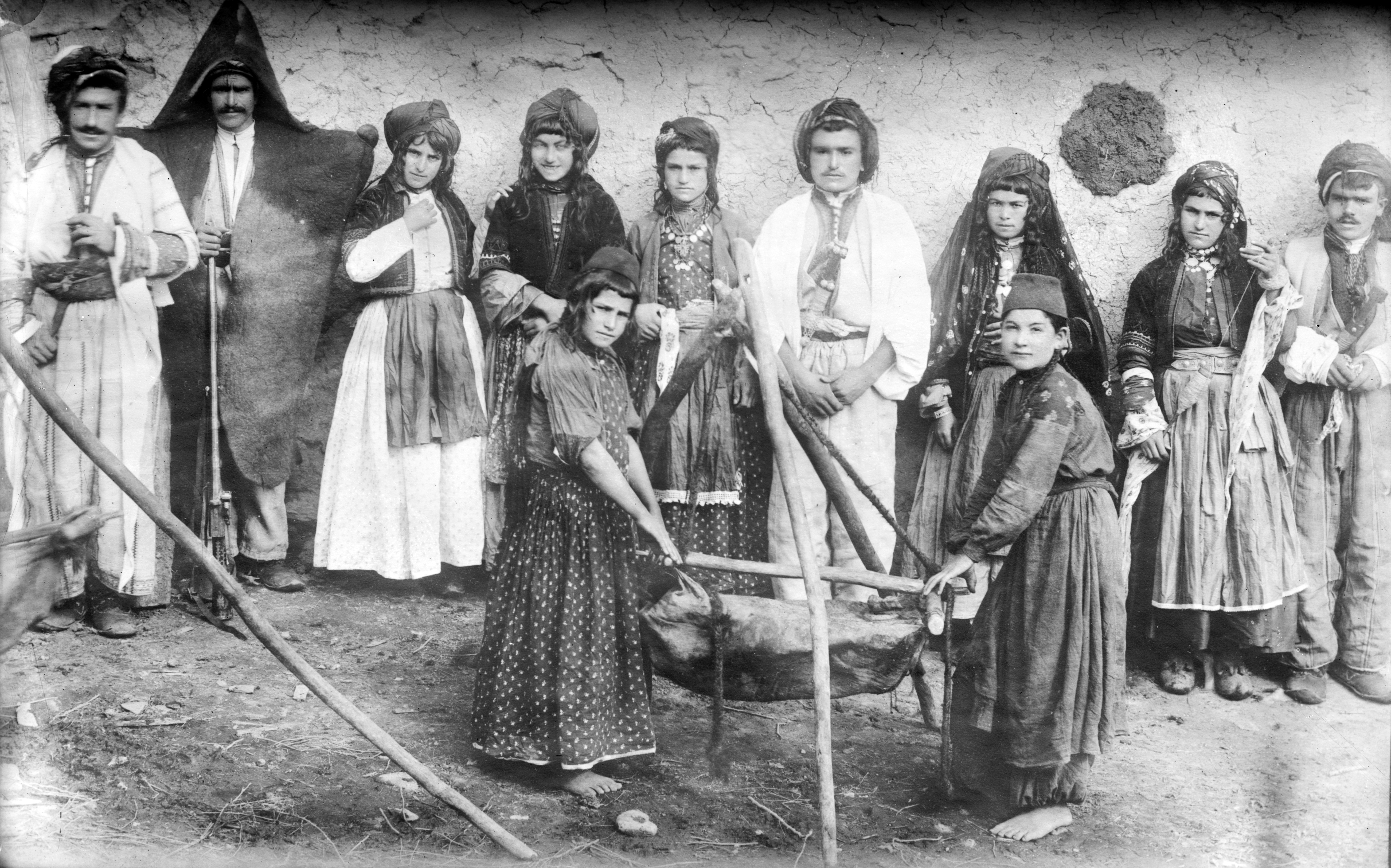
Familia nestoriana (asiria) cristiana haciendo mantequilla en la Llanura de Urmía (Mawana),Irán, fecha desconocida.

La llanura de Urmía es una región en la Provincia de Azerbaiyán Occidental de Irán. Al este limita con el lago Urmía y al oeste con la frontera. Contiene la ciudad de Urmía.
Los habitantes de la Llanura de Uríia son étnicamente diversos, incluyendo azeríes, kurdos, asirios y armenios. Estos dos últimos tienen una presencia histórica en la región.